# Кастельонский субдиалект
Кастельонский субдиалект (кат. valencià castellonenc) — субдиалект валенсийского диалекта каталанского языка. Относится к западным диалектам каталанского языка.
Распространён на территории бывшей комарки Ла Планакат. (сегодня это Плана-Баха, Плана-Альта и Оропеса-дель-Мар), в субкомарке Пла-дель-Арккат. (муниципалитеты Торребланка, Кабанес, Бенльок, Валь-д’Альба, Сьерра-Энгарсеран, Вилафамес и Сан-Хуан-де-Моро) и в комарке Алькалатен (за исключением муниципалитета Чодос)

## Главные особенности
- Конечное -r произносится только в прибрежной зоне муниципалитета Алькала-де-Чиверт;
- Отсутствие произношения -r в конце инфинитива перед слабыми местоимениями: donà(r)-la, fe(r)-te;
- Звук /v/ фиксируется только в комарках Плана-Альта и Плана-Баха (Валенсия);
- Дифтонг [uj] (cuina, buit)) произносится также, как и во всех других валенсийскких говорах — [wi];
- Возможно произношение конечного -a у глаголов как [a] или [e];
- Определённый артикль имеет такую же форму, как и в других говорах валенсийского диалекта: el, els;

Кастельонский субдиалект имеет следующие общие черты с валенсийским переходным субдиалектом (эти черты отличают его от литературного каталанского языка):
- Окончание -o у глаголов в первом лице единственного числа настоящего времени;
- Окончания -às, -és, -ís в глагольной форме прошедшего незавершённого времени сослагательного наклонения (кат. imperfet de subjuntiu);
- Буквы b и v обозначают один средний звук (явление бетацизма);
- Общеупотребительной формой определённого артикля мужского рода является lo / los;
- Сохранение -d- между гласными в суффиксах -ada и -ador;
- Конечное -r не произносится;
- Окончание -e в форме 3-го лица единственного числа в настоящем времени (кат. ell cante, ell cantave)
- Переход z и s в [ʒ] и [ʃ]: dotze > [dodʒe], pots > [pɔtʃ];
- Слияние фонем [s] и [ʃ]: caixó > [kajso]